# Élections législatives nord-coréennes de 1972
Les élections législatives nord-coréennes de 1972 ont eu lieu le 12 décembre 1972. Un seul candidat a été présenté dans chaque circonscription, tous sélectionnés par le Parti du travail de Corée, bien que certains se soient présentés sous la bannière d'autres partis ou organisations étatiques pour donner l'illusion de la démocratie. Le taux de participation était de 100 %, 100 % des votants en faveur des candidats présentés.
Lors de la première session, entre le 25 et le 28 décembre 1972, l'Assemblée populaire suprême approuva une nouvelle constitution, mettant en vigueur un régime présidentiel, avec Kim Il-sung élu comme président. Les sujets principaux étaient « L'adoption de la construction socialiste et du système présidentiel » et « renforçons davantage le système socialiste de notre pays ».
Les élections ont eu lieu en même temps que les élections aux assemblées populaires provinciales, municipales et départementales.

## Résultats
|                                                             |                                                             |                           |               |     |        |     |
| Parti ou mouvement                                          | Parti ou mouvement                                          | Parti ou mouvement        | Voix          | %   | Sièges | +/- |
|                                                             |                                                             | Parti du travail de Corée |               | 100 | 127    | 161 |
|                                                             | Chongryon                                                   | 7                         | en stagnation | 100 |        |     |
|                                                             | Parti Chondogyo-Chong-u                                     | 4                         | en stagnation | 100 |        |     |
|                                                             | Parti démocrate de Corée                                    | 1                         | en stagnation | 100 |        |     |
|                                                             | Union des bouddhistes de Choson                             | 1                         | en stagnation | 100 |        |     |
|                                                             | Autres parties                                              | 401                       | 245           | 100 |        |     |
| Total Front démocratique pour la réunification de la patrie | Total Front démocratique pour la réunification de la patrie | 541                       | 84            | 100 |        |     |
|                                                             |                                                             |                           |               |     |        |     |
| Total                                                       | Total                                                       | Total                     |               | 100 | 541    | 84  |
| Inscrits / participation                                    | Inscrits / participation                                    | Inscrits / participation  |               | 100 |        |     |

## Ouvrages
- Dieter Nohlen, Florian Grotz et Christof Hartmann, Elections in Asia: A data handbook, Volume II, 2001 (ISBN 0-19-924959-8)